# 566 v.Chr.
Het jaar 566 v.Chr. is een jaartal volgens de christelijke jaartelling.

## Gebeurtenissen

### Griekenland
- De Panatheense Spelen, een jaarlijks religieus festival, worden gehouden in Athene. (waarschijnlijke datum)
- Hippocleides wordt benoemd tot archont van Athene.

## Geboren
- Gautama Boeddha, religieus leider (waarschijnlijke datum; voor overige data, zie: kroniek van het boeddhisme)